# Delphax tenae
Delphax tenae är en insektsart som först beskrevs av Frederick Arthur Godfrey Muir 1926.  Delphax tenae ingår i släktet Delphax och familjen sporrstritar. Inga underarter finns listade i Catalogue of Life.